# Sembo
Sembo är ett svenskt företag som säljer resor till Europa, Asien och USA. Sembo har egenkontrakterade hotell, lägenheter och semesterhus samt samarbetar med hotellbanker för att kunna erbjuda boende världen över. Sembo säljer även flygbiljetter, färjebiljetter och hyrbilar. Detta innebär att kombinerade bokningar omfattas av paketreselagen.

## Historia
Företaget startades 1987 i Helsingborg av Sven Wennhall och då med fokus på bilsemester i Europa. Vid årsskiftet 2007/2008 köptes Sembo upp av Stena AB.
Sembo ingår idag[när?] i Stena Line Travel Group och säljer idag[när?] cirka 75% av resorna via internet. Resterande försäljning sker via 300 återförsäljare såsom Resia och Ticket Travel Group samt via telefonförsäljning.